# Corton (restaurante)
| \| Corton \| \| ------ \| |
| Fundación: 2008; hace 13 años. Cierre: 2013; hace 8 años. Calificación: 2 estrellas (guía Michelín) Ciudad: Nueva York País: Estados Unidos |
| Corton |

Corton fue un restaurante de nueva cocina francesa localizado en 239 Broadway oeste (entre Walker Calle y Calle Blanca) en Tribeca, Manhattan, en la Ciudad de Nueva York administrada por el chef Paul Liebrandt y restaurateur Drew Nieporent. Abrió sus puertas en 2008 en el sitio de Montrachet, un restaurante Nieporent que había abierto en 1985. Posee dos estrellas en la Guía de Michelin de Ciudad de Nueva York.  Cerró en julio del 2013 cuando Chef Liebrandt abandonó para abrir El Olmo en Brooklyn.
El restaurante está presentado desde el 2011 en un documental llamado Un Asunto de Gusto.
En 2013, Zagats le dio un índice alimenticio de 26, y un decor índice de 24.
Corton tiene 3 estrellas de The New York Times y ha sido nombrado el 2.º Mejor Restaurante en la Ciudad de Nueva York por GQ Revista.